# Kickxellomycota
Kickxellomycota Tedersoo, Sánchez-Ramírez, Kõljalg, Bahram, Döring, Schigel, T. May, M. Ryberg & Abarenkov – typ grzybów, a zaktualizowanej klasyfikacji już nieistniejący.

## Systematyka
Jest to takson monotypowy – należy do niego tylko jedna klasa:
- klasa: Kickxellomycetes Tedersoo, Sánchez-Ramírez, Kõljalg, Bahram, Döring, Schigel, T. May, M. Ryberg & Abarenkov 2018
  - podklasa incertae sedis
    - rząd: Kickxellales Kreisel ex R.K. Benj. 1979
      - rodzina: Kickxellaceae Linder 1943
        - rodzaj Unguispora T. Ri & Degawa 2022
          - gatunek Unguispora rhaphidophoridarum T. Ri & Degawa 2022

W 2002 r. do typu Sanchytriomycota należał tylko jeden gatunek.
W zaktualizowanej klasyfikacji klasa Kickxellomycetes zaliczana jest do typu Mucoromycota.